# Egzopodit

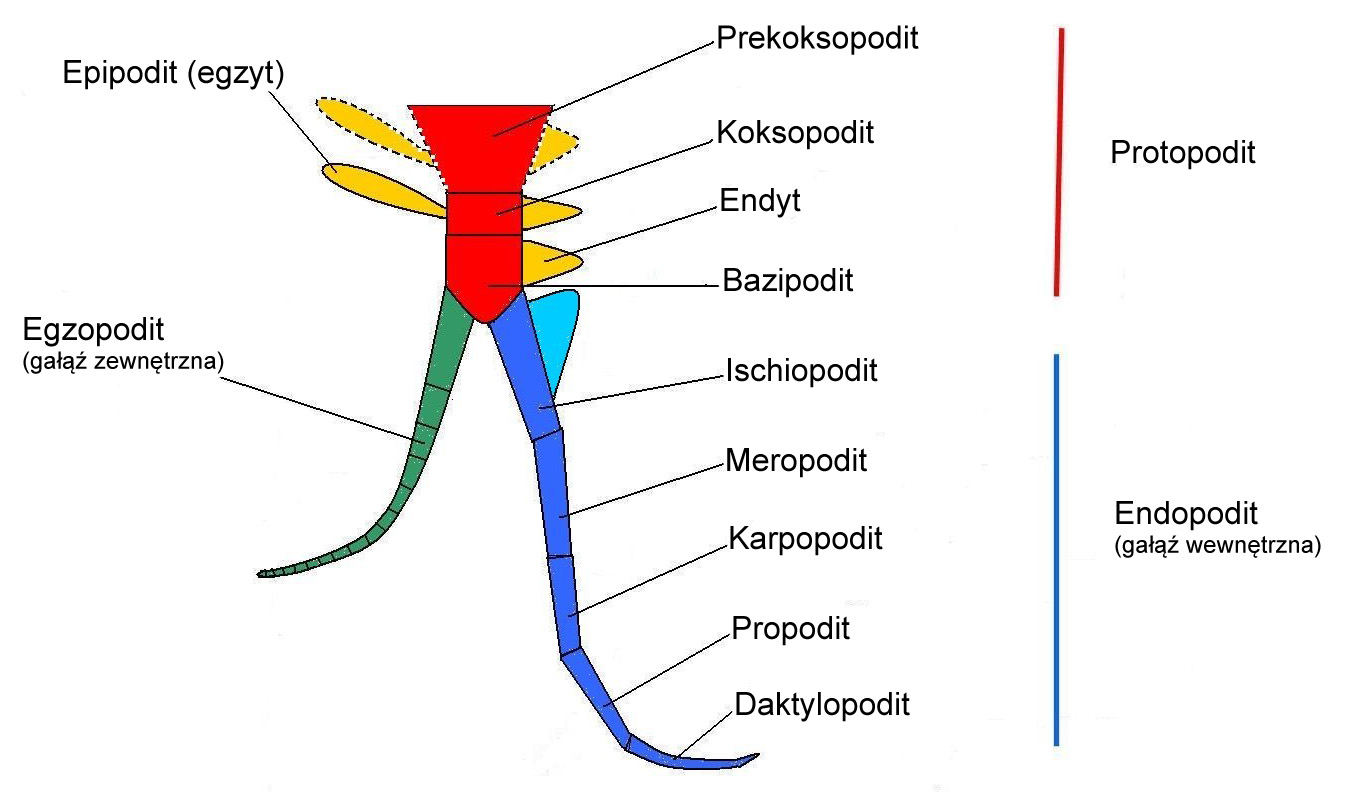
Odnóże dwugałęziste skorupiaka

Egzopodit – gałąź zewnętrzna odnóża dwugałęzistego skorupiaków i wielu taksonów wymarłych.
Egzopodit jest silnie rozwiniętym bocznym płatkiem (egzytem) bazipoditu i wyrasta w jego dystalnej części, na bok od endopoditu. Często ma wydłużoną, członowaną formę. Umięśniony jest mięśniami z protopoditu, ale w przypadku dłuższych form ma też mięśnie łączące sąsiednie człony. Wieloczłonowe egzopodity występują m.in. na odnóżach tułowiowych widłonogów, Thecostraca i łopatonogów. Egzopodit może pełnić funkcje pływną, jak u wioślarków i lasonogów czy oddechową jak u cienkopancerzowców. Niekiedy egzopodit przekracza długością endopodit (gałąź wewnętrzną), a nawet to endopodit ulega redukcji tak, że egzopodit stanowi całą dystalną część odnóża. W wielu przypadkach egzopodit ulega zanikowi np. w odnóżach tułowiowych dziesięcionogów, równonogów, obunogów i kleszczug – wówczas odnóże jest jednogałęziste.